# Хорнбек (Луизијана)
Хорнбек (енгл. Hornbeck) град је у америчкој савезној држави Луизијана.

## Демографија
По попису из 2010. године број становника је 480, што је 45 (10,3%) становника више него 2000. године.
| Група             | 2000.       | 2010.       |
| Белци             | 407 (93,6%) | 447 (93,1%) |
| Афроамериканци    | 10 (2,3%)   | 1 (0,2%)    |
| Азијати           | 0 (0,0%)    | 0 (0,0%)    |
| Хиспаноамериканци | 3 (0,7%)    | 15 (3,1%)   |
| Укупно            | 435         | 480         |